# Klyuchevskite
La klyuchevskite è un minerale.